# 奧拉西亞 (密蘇里州)
奧拉西亞（英語：Olathia）是位於美國密蘇里州道格拉斯縣的非建制地區。

## 歷史
奧拉西亞的郵局於1895年設立，其後於1908年停運。

## 地理
奧拉西亞所處的海拔為高於海平面380米（即1247英呎），而該地所採用的時區為UTC-6，即北美中部時區（CST）。同時該地設有夏令時間，為UTC-6調快一小時，即UTC-5（CDT）。